# Lars Danielsson
Lars Danielsson (* 5. September 1958 in Göteborg) ist ein schwedischer Jazzbassist und -cellist.

## Leben und Wirken
Danielsson studierte zunächst klassisches Cello am Musikkonservatorium von Göteborg; unter dem Eindruck eines Jazzkonzertes mit Niels-Henning Ørsted Pedersen wandte er sich der Jazzmusik zu.
Zwischen 1982 und 1987 arbeitete er mit Mwendo Dawa, dann mit der Sängerin Cæcilie Norby, dem Saxophonisten Rick Margitza, dem Gitarristen John Abercrombie, dem Trompeter Kenny Wheeler und dem Schlagzeuger Trilok Gurtu, nahm mit Lars Janssons Trio 84 and the Eternal Now und dem Lars Jansson Trio auf und war Mitglied von Hans Ulriks Jazzpar 99 Combo (mit John Scofield und Peter Erskine) und Carsten Dahls Jazzpar 2000 Combo (mit Tony Coe).
Mit dem Saxophonisten David Liebman, dem Pianisten Bobo Stenson und dem Schlagzeuger Jon Christensen gründete er 1985 das Lars Danielsson Quartet, mit dem er 10 Alben (teilweise mit Gästen) aufnahm. Weiterhin spielte er mit Billy Hart, Charles Lloyd, Terri Lyne Carrington, Christopher Dell, Johannes Enders und Mette Juul. In den letzten Jahren arbeitete er auch als Komponist, Arrangeur und Produzent für das Danmarks Radios RUO Orchestra sowie für Cæcilie Norby, Jonas Johansen und Viktoria Tolstoy. Als Artist in Residence auf dem JazzBaltica Festival leitete er 2004 das Jazz Baltica Ensemble.
Seit 2004 veröffentlichte er die Alben unter eigenem Namen beim deutschen Plattenlabel ACT. Die CD 4 Wheel Drive, die er gemeinsam mit Nils Landgren, Michael Wollny und Wolfgang Haffner verantwortete, kam 2019 auf Platz 1 der Media Control Jazz-Jahrescharts und gilt somit als bestverkauftes Jazzalbum des Jahres in Deutschland.

## Diskografie
- Time Unit (1983, Dragon Records), mit Anders Kjellberg, Göran Klinghagen und Anders Persson
- Lars Danielsson Quartet New Hands (1984, Dragon Records), mit Jon Christensen, Bobo Stenson und David Liebman
- Tiá Diá (1987, Royal Music), mit Alex Acuña, Lars Jansson, Ulf Jansson und David Wilczewski (als Tia Dia)
- Lars Danielsson Quartet Poems (1991, Dragon Records), mit Jon Christensen, Bobo Stenson und David Liebman
- Fresh Enough (1992, L+R Records), mit David Liebman, Bill Evans, Niels Lan Doky, Jack DeJohnette und Ulf Wakenius
- Continuation (1994, L+R Records), mit John Abercrombie, Adam Nussbaum und Tobias Sjögren
- Far North (1994, Curling Legs), mit Jon Christensen, Bobo Stenson und David Liebman
- European Voices (1995, Dragon Records), mit Marilyn Mazur, Michael Riessler, Joakim Milder, Nils Petter Molvær, Tobias Sjögren, Eivind Aarset, Lars Jansson und Nils Landgren
- Origo (1997, Curling Legs), mit John Abercrombie und Adam Nussbaum
- Live at Visiones (1997, Dragon Records), mit Jon Christensen, Bobo Stenson und David Liebman
- Libera me (2004, ACT), mit Jon Christensen, Nils Petter Molvær, Xavier Desandre Navarre, David Liebman, Anders Kjellberg, Carsten Dahl, Tobias Sjögren und dem Danish Radio Concert Orchestra unter Frans Rasmussen
- Leszek Możdżer, Lars Danielsson, Zohar Fresco The Time (2005, Outside Music, PL: Diamant)
- Mélange bleu (2006, ACT)
- Leszek Możdżer, Lars Danielsson, Zohar Fresco Between Us and the Light (2006, Outside Music, PL: ×2Doppelplatin )
- Lars Danielsson & Leszek Możdżer Pasodoble (2007, ACT, PL: Platin)
- Tarantella (2009, ACT), mit Leszek Możdżer, Mathias Eick, John Parricelli und Eric Harland, (PL: Gold)
- Liberetto (2012, ACT), mit Tigran Hamasyan, Magnus Öström, Arve Henriksen und John Parricelli
- Leszek Możdżer, Lars Danielsson, Zohar Fresco Polska (2013, ACT, PL: ×2Doppelplatin )
- Liberetto II (2014, ACT, mit Tigran Hamasyan)
- Liberetto III (2017, ACT, mit Magnus Öström, Arve Henriksen, Grégory Privat und John Parricelli)
- Lars Danielsson & Paolo Fresu Summerwind (ACT, 2018)
- Nils Landgren, Michael Wollny, Lars Danielsson & Wolfgang Haffner 4 Wheel Drive (ACT, 2019)
- Liberetto: Cloudland (ACT, 2021, mit Arve Henriksen, Kinan Azmeh, Grégory Privat, Magnus Öström und John Parricelli)[3]
- Symphonized (ACT, 2023, mit seinem Quartett Liberetto und den Göteborger Symphonikern)[4]
- Lars Danielsson, John Parricelli & Verneri Pohjola Trio (ACT 2024)